# Emily Stevens
Emily Stevens (New York, 27 febbraio 1882 – New York, 2 gennaio 1928) è stata un'attrice teatrale statunitense che lavorò a Broadway nei primi anni del Novecento. Nella sua carriera, tra il 1915 e il 1920, fu interprete anche di una quindicina di film.

## Filmografia
- Cora
- Destiny: Or, The Soul of a Woman, regia di Edwin Carewe (1915)
- The House of Tears, regia di Edwin Carewe (1915)
- The Wheel of the Law, regia di George D. Baker (1916)
- The Wager, regia di George D. Baker (1916)
- The Slacker, regia di Christy Cabanne (1917)
- A Sleeping Memory, regia di George D. Baker (1917)
- Outwitted, regia di George D. Baker (1917)
- Alias Mrs. Jessop, regia di Will S. Davis (1917)
- Daybreak, regia di Albert Capellani (1918)
- A Man's World, regia di Herbert Blaché (1918)
- Kildare of Storm, regia di Harry L. Franklin (1918)
- Building for Democracy - cortometraggio (1918)
- The Sacred Flame, regia di Abraham S. Schomer (1920)
- The Place of the Honeymoons, regia di Kenean Buel (1920)